# Jagatowo
Jagatowo is een plaats in het Poolse district  Gdański, woiwodschap Pommeren. De plaats maakt deel uit van de gemeente Pruszcz Gdański en telt 285 inwoners.